# Cladosporium myriosporum
Cladosporium myriosporum är en svampart som beskrevs av Ellis & Dearn. 1897. Cladosporium myriosporum ingår i släktet Cladosporium och familjen Davidiellaceae.   Inga underarter finns listade i Catalogue of Life.